# Luojiajiao
Die Luojiajiao-Stätte (chinesisch 罗家角遗址, Pinyin Luójiājiǎo yízhǐ) ist eine neolithische Stätte im unteren Jangtsekiang-Gebiet. Sie liegt auf dem Gebiet von Tongxiang 桐乡市 in der ostchinesischen Provinz Zhejiang.
Sie wurde 1979–1980 ausgegraben. An der Luojiao-Stätte wurden Relikte aus der Zeit vor ca. 7000 Jahren entdeckt, die der frühen Majiabang-Kultur (马家浜文化) zugerechnet werden.
Sie steht seit 2001 auf der Liste der Denkmäler der Volksrepublik China (5-39).